# Kaylia Nemour
Kaylia Nemour (en árabe: كيليا نمور‎; Saint-Benoît-la-Forêt, 30 de diciembre de 2006) es una deportista argelina que compite en gimnasia artística, especialista en la prueba de barras asimétricas. Participó en los Juegos Olímpicos de París 2024, obteniendo una medalla de oro en la prueba de barras asimétricas.

## Palmarés internacional
| Juegos Olímpicos | Juegos Olímpicos | Juegos Olímpicos | Juegos Olímpicos   |
| Año              | Lugar            | Medalla          | Prueba             |
| ---------------- | ---------------- | ---------------- | ------------------ |
| 2024             | París (Francia)  | Medalla de oro   | Barras asimétricas |